# Now (Paramore)
Now è un singolo dei Paramore, primo singolo estratto dal loro quarto album in studio, l'omonimo Paramore, pubblicato il 22 gennaio 2013.

## Descrizione
I Paramore, nel dicembre 2012, dissero del brano:

## Accoglienza
| Recensione          | Giudizio |
| ------------------- | -------- |
| Billboard           |          |
| Burton Mail         |          |
| Columbia Missourian |          |
| PopDust             |          |
| Spin                |          |

Il singolo ha ottenuto molte recensioni positive: Spin paragona il cantato di Hayley Williams nelle strofe a Gwen Stefani e i crescendo della chitarra di Taylor York a quelli dei Muse. James Brindle del Burton Mail avvicina invece lo stile del brano a quello dei blink-182, dichiarando che gli sconvolgimenti nella formazione della band non hanno influito affatto sulla qualità della loro musica; sempre a questo proposito, Matthew Leimkuehler del Columbia Missourian si pronuncia sulla canzone dicendo che i Paramore possono andare avanti anche senza i fratelli Farro.

## Pubblicazione
Il gruppo annuncia per la prima volta il titolo del brano il 4 gennaio 2013 tramite un breve video sul suo sito ufficiale, comunicando anche la sua data di pubblicazione come singolo per il 22 gennaio. Il 14 gennaio viene inoltre pubblicata la cover ufficiale del singolo, raffigurante i tre membri della band sotto la dicitura NOW. Il 21 gennaio, il giorno precedente alla pubblicazione del brano su iTunes, viene pubblicato un video con la canzone su YouTube. Il 25 febbraio Now viene pubblicato nel suo formato CD anche nel Regno Unito.

## Video musicale
Le riprese per il video ufficiale per il brano iniziano il 16 gennaio 2013, con la direzione del regista Daniel Cloud Campos.
Il 6 febbraio, sul sito ufficiale dei Paramore, viene pubblicata un'anteprima del video realizzato per il singolo; nella stessa occasione viene rivelata la data della première dello stesso, che avviene l'11 febbraio su MTV.
Nel video i tre membri dei Paramore combattono in una pianura sovrastata da una grande quercia con soldati armati di manganello e fumogeni. Mentre Jeremy Davis e Taylor York tentano di difendere Hayley Williams dai frequenti attacchi dei nemici, quest'ultima avanza lentamente verso il capo dei soldati, che l'aspetta dall'altra parte del campo di battaglia. Quando però Davis e York sono stati messi fuori gioco, anche Williams viene colpita alle spalle proprio davanti al capo, che le si avvicina per darle il colpo di grazia. La cantante però si alza e, inaspettatamente, lo abbraccia. Questi, stupito, lascia cadere il manganello che aveva in mano e poi ricambia l'abbraccio, mentre i soldati e Davis e York esultano.
Durante un'intervista a Fuse Hayley Williams spiegò che il video è ambientato in un futuro post-apocalittico dove le persone continuano a combattere tra di loro senza fine, e che la protagonista (la stessa Williams) decide di provare a porre fine a quel ciclo. La cantante ha anche dichiarato che il significato e la trama del video sono ispirati al film del 2012 Looper.

## Tracce
Testi e musiche di Hayley Williams e Taylor York.
1. Now – 4:10

## Formazione
- Hayley Williams – voce, tastiera
- Jeremy Davis – basso
- Taylor York – chitarra, percussioni

Altri musicisti
- Ilan Rubin – batteria, percussioni
- Justin Meldal-Johnsen – sintetizzatore, tastiera, percussioni
- Ken Andrews – tastiera addizionale, cori

## Classifiche
| Classifica (2013)          | Posizione massima |
| -------------------------- | ----------------- |
| Australia                  | 86                |
| Brasile                    | 2                 |
| Giappone                   | 90                |
| Indonesia                  | 5                 |
| Portogallo                 | 30                |
| Regno Unito                | 39                |
| Regno Unito (rock & metal) | 2                 |
| Scozia                     | 33                |
| Stati Uniti                | 103               |
| Stati Uniti (alternative)  | 13                |
| Stati Uniti (rock)         | 16                |
| Stati Uniti (digital)      | 65                |
| Stati Uniti (rock digital) | 11                |
| Stati Uniti (rock airplay) | 26                |

| Classifica di fine anno (2013) | Posizione |
| ------------------------------ | --------- |
| Stati Uniti (rock)             | 91        |